# Max Sannemann
Max Sannemann (* 15. April 1867 in Seehausen, Altmark; † 1. Februar 1924 in Ballenstedt) war ein deutscher Komponist und Musikpädagoge.
Sannemann besuchte die Schule in Calbe und Magdeburg und war Kompositionsschüler von Christian Friedrich Ehrlich am Gymnasium des Klosters Unser Lieben Frauen. Später setzte er seine Ausbildung bei Hermann Finzenhagen fort. Er arbeitete als Musiklehrer und -kritiker und unterrichtete nach 1891 zwei Jahre am Musikinstitut von Hermann Fischer. 1894 gründete er das Magdeburger Konservatorium der Tonkunst, für das er u. a. Fritz Kauffmann, Theophil Forchhammer und Sigfrid Karg-Elert als Lehrer gewann. Seit Anfang der 1920er Jahre lebte er als Klavierlehrer in Ballenstedt. Er komponierte Klavierwerke und Kammermusik, Vokalwerke und Ballettmusiken.